# Aetanthus engelsii
Aetanthus engelsii là một loài thực vật có hoa trong họ Loranthaceae. Loài này được (Tiegh.) Engl. mô tả khoa học đầu tiên năm 1897.